# Добра година
 Тази статия е за книгата на Питър Мейл.  За филма на Ридли Скот вижте Добра година (филм).  
„Добра година“ (на английски: A Good Year) е роман от 2004 г. на британския писател Питър Мейл, автор на романите „Една година в Прованс“, „Френски уроци“ и „Винената афера“.
Романът „Добра година“ (англ. A Good Year) става основа за едноименния филм от 2006 г. с режисьор - Ридли Скот (Ridley Scott), и Ръсел Кроу (Russel Crowe) в главната роля..
В България романът е издаден през 2010 г. от издателство „Гурме пъблишинг“

## Сюжет
Когато Макс Скинър, обещаващ млад финансист в Лондонското сити, отива на работа в едно дъждовно лятно утро, нищо не подсказва, че само след няколко часа ще е без работа, без кола и без никаква идея какво да прави с живота си оттук нататък. Но още същия ден съдбата му поднася изненада и той се оказва наследник на малко имение с лозе в Прованс. Решен да се възползва от тази неочаквана възможност да промени живота си, Макс заминава за Франция. Там го очакват ослепителното слънце и прелестната природа на Прованс, компанията на две очарователни жени, удоволствията на местната кулинария и загадъчния свят на виното, в който нищо не е такова, каквото изглежда на пръв поглед.